# Scambus scotti
Scambus scotti là một loài tò vò trong họ Ichneumonidae.